# Aulnoy-sur-Aube
Aulnoy-sur-Aube – miejscowość i gmina we Francji, w regionie Grand Est, w departamencie Górna Marna.
Według danych na rok 1990 gminę zamieszkiwało 49 osób, a gęstość zaludnienia wynosiła 5 osób/km².